# Boy Ecurybrug
De Boy Ecurybrug is een vaste brug in Amsterdam Nieuw-West.
De verkeersbrug is gelegen in de wijk De Aker in de Middelveldsche Akerpolder. De brug uit circa 1990 vormt de verbinding tussen de Romerostraat en Pilatus en voert daarbij over de Anielewiczsingel. Ze is geconstrueerd van beton en ingeklemd tussen betonnen pylonen. De vorm van de pylonen is doorgevoerd in de roestvast stalen brugleuningen. De brug maakt deel uit van een serie soortgelijke bruggen ontworpen door N. Wijnmaalen, werkend voor de Dienst der Publieke Werken/Openbare Werken.
De brug ging vanaf haar oplevering naamloos door het leven als brug 788. De gemeente Amsterdam vroeg in 2016 aan de Amsterdamse bevolking om mogelijke namen voor dergelijke bruggen. Een voorstel deze brug te vernoemen naar de Arubaanse verzetsheld Boy Ecury (Segundo Jorge Adelberto Ecury, 1922-1944) werd in november 2017 goedgekeurd en opgenomen in de Basisadministratie Basisregistraties Adressen en Gebouwen. In de buurt zijn straten etc. vernoemd naar mensen die zich tegen dictaturen verzetten. De Romerostraat is vernoemd naar Óscar Romero, een geestelijke die streed tegen de militaire regering in El Salvador. De Anielewiczsingel is vernoemd naar Mordechaj Anielewicz, leider van de Opstand in het getto van Warschau in 1943. Pilatus is gelegen in de bergwijk en verwijst naar de Zwitserse Pilatus.

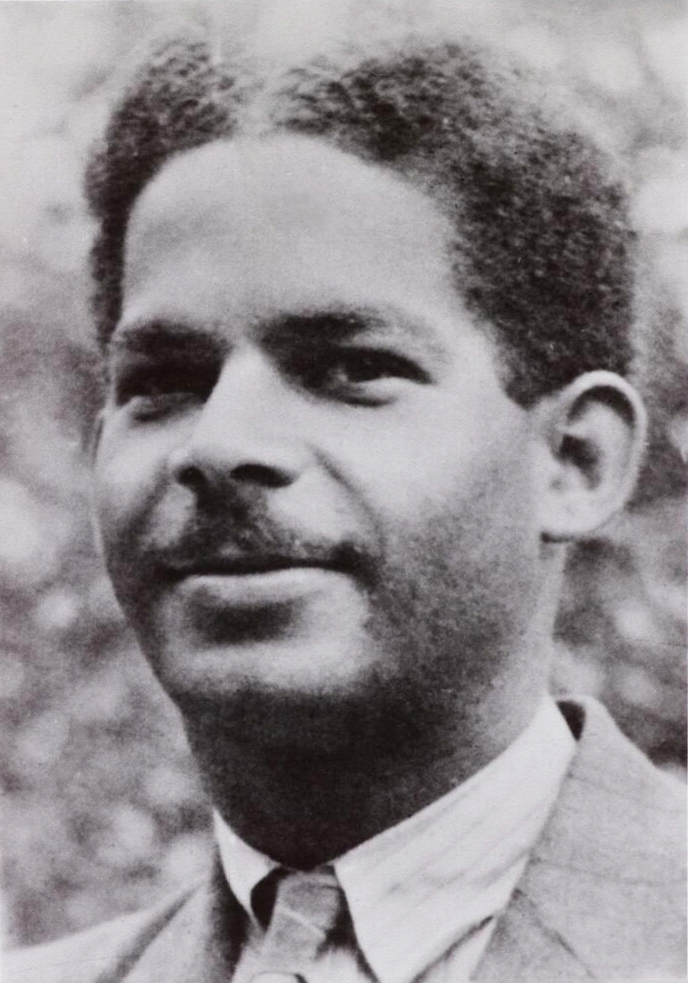
Boy Ecury

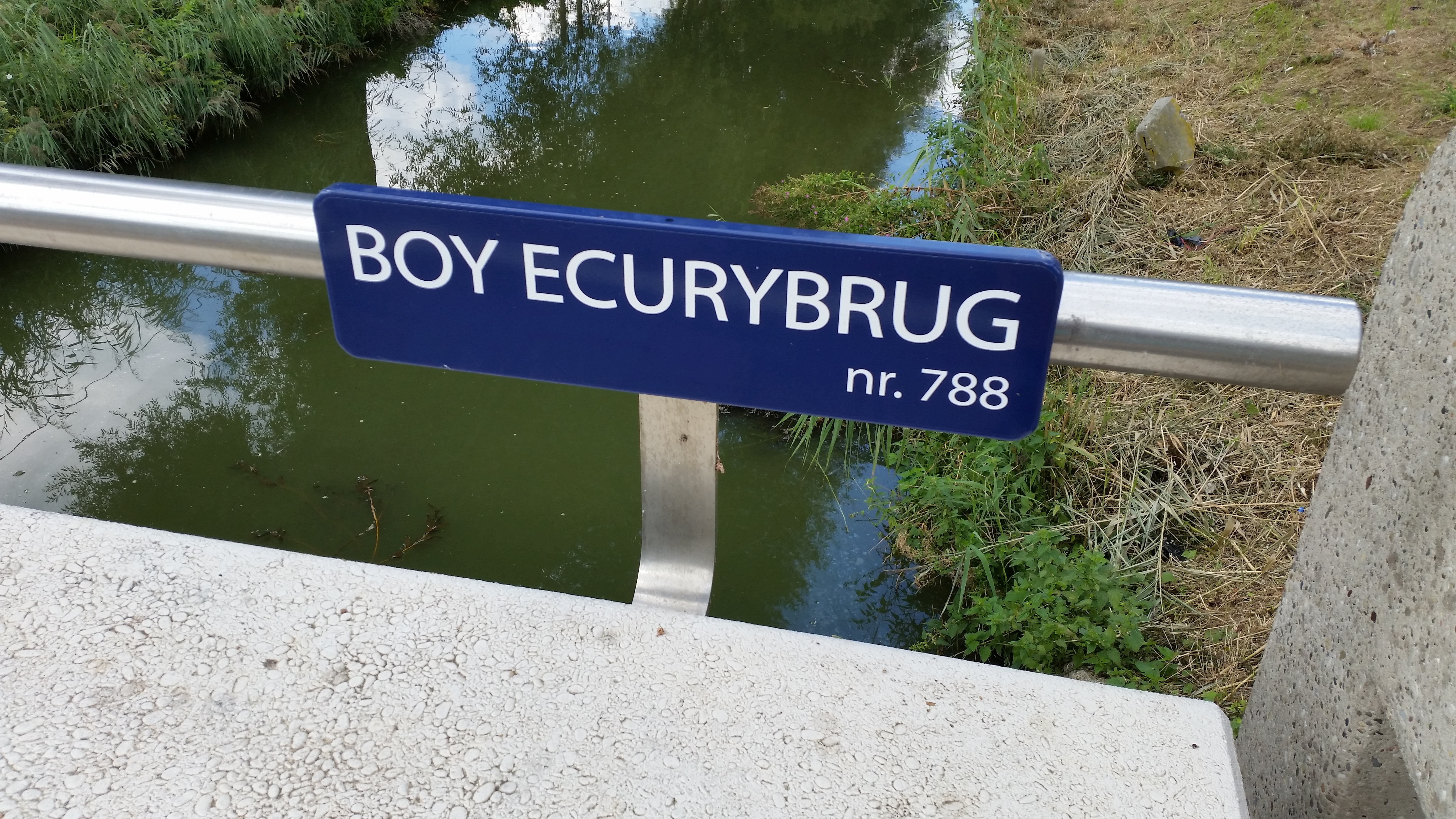
Naambord (september 2020)

<<< · 700 · 701 · 702 · 703 · 704 · 705 · 706 · 707 · 708 · 709 · 710 · 711 · 712 · 713 · 714 · 715 · 716 · 717 · 718 · 719 · 720 · 721 · 722 · 725 · 726 · 729 · 730-738 · 739 · 740 · 741 · 742 · 743 · 744 · 745 · 746 · 747 · 748 · 749 · 751 · 752 · 753 · 754 · 755 · 756 · 757 · 758 · 759 · 760 · 761 · 762 · 763 · 764 · 765 · 766 · 767 · 768 · 769 · 770 · 771 · 772 · 773 · 775 · 776 · 777 · 778 · 779 · 780 · 781 · 782 · 783 · 784 · 786 · 787 · 788 · 789 · 790 · 791 · 792 · 793 · 794 · 795 · 797 · >>>
Brugnummers  723, 724, 727, 728, 750, 774, 785, 796 (niet gerealiseerde brug over de Slotervaart), 798 en 799 zijn niet vergeven.